# Abiotische Erdölentstehung
Die Abiotische Erdölentstehung ist eine Hypothese, die besagt, dass die meisten Erdöl- und Erdgasvorkommen der Erde anorganisch entstanden seien, das dann als abiotisches Öl bezeichnet wird. Wissenschaftliche Beweise stützen jedoch überwiegend einen biogenen Ursprung für die meisten Erdölvorkommen weltweit. Die gängigen Theorien zur Entstehung von Kohlenwasserstoffen auf der Erde gehen von einem Ursprung durch die Zersetzung längst ausgestorbener Organismen aus, auch wenn die Existenz von Kohlenwasserstoffen auf außerirdischen Körpern wie dem Saturnmond Titan darauf hindeutet, dass Kohlenwasserstoffe auch auf natürliche Weise durch anorganische Prozesse entstehen können.
Ein historischer Überblick über Theorien zum abiogenen Ursprung von Kohlenwasserstoffen wurde 2006 veröffentlicht.
Thomas Golds „Deep Gas Hypothesis“ geht davon aus, dass einige Erdgasvorkommen aus Kohlenwasserstoffen entstanden sind, die tief im Erdmantel lagern. Frühere Untersuchungen von Gesteinen aus dem Erdmantel an vielen Orten haben gezeigt, dass Kohlenwasserstoffe aus dem Erdmantel weltweit verbreitet sind; allerdings ist demnach der Anteil dieser Kohlenwasserstoffe gering. Zwar kann es große Vorkommen an abiotischen Kohlenwasserstoffen geben, doch weltweit bedeutende Mengen an abiotischen Kohlenwasserstoffen werden als unwahrscheinlich angesehen.

## Übersicht über Hypothesen
Einige abiogene Hypothesen gehen davon aus, dass Öl und Gas nicht aus fossilen Lagerstätten stammen, sondern aus tiefen Kohlenstofflagerstätten, die seit der Entstehung der Erde vorhanden sind.
Die abiogene Hypothese gewann 2009 wieder an Unterstützung, als Forscher des KTH Royal Institute of Technology in Stockholm berichteten, dass sie ihrer Meinung nach bewiesen hätten, dass Fossilien von Tieren und Pflanzen für die Entstehung von Erdöl und Erdgas nicht notwendig sind.

## Geschichte
Hypothesen über abiogenes Erdöl wurden in der zweiten Hälfte des 20. Jahrhunderts von sowjetischen Wissenschaftlern aufgestellt, die aber außerhalb der Sowjetunion wenig Einfluss hatten, da die meisten ihrer Forschungsergebnisse auf Russisch veröffentlicht wurden. Die Hypothese wurde vom Astronomen Thomas Gold neu definiert und im Westen populär gemacht, der seine Theorien von 1979 bis 1998 entwickelte und seine Forschungsergebnisse auf Englisch veröffentlichte.
Im Jahr 1951 stellte der sowjetische Geologe Nikolai Alexandrowitsch Kudrjawzew die moderne abiotische Hypothese zum Ursprung von Erdöl auf. Auf der Grundlage seiner Analyse der Athabasca-Ölsande in Alberta, Kanada, kam er zu dem Schluss, dass keine „Muttergesteine“ die enormen Mengen an Kohlenwasserstoffen bilden konnten, und bot daher abiotisches Tiefenpetroleum als plausibelste Erklärung an. Zu denjenigen, die Kudryavtsevs Arbeit fortsetzten, gehörten Petr N. Kropotkin, Vladimir B. Porfir'ev, Emmanuil B. Chekaliuk, Vladilen A. Krayushkin, Georgi E. Boyko, Georgi I. Voitov, Grygori N. Dolenko, Iona V. Greenberg, Nikolai S. Beskrovny und Victor F. Linetsky.
Nach dem Tod von Thomas Gold im Jahr 2004 ist Jack Kenney von der Gas Resources Corporation als Befürworter dieser Theorien in den Vordergrund getreten, unterstützt durch Studien von Forschern des Königlichen Technischen Instituts (KTH) in Stockholm, Schweden.

## Grundlagen abiogener Hypothesen
Im Erdmantel kann Kohlenstoff in Form von Kohlenwasserstoffen – hauptsächlich Methan – sowie als elementarer Kohlenstoff, Kohlendioxid und Karbonate vorkommen. Die abiotische Hypothese geht davon aus, dass die gesamte Palette der in Erdöl vorkommenden Kohlenwasserstoffe entweder durch abiogene Prozesse im Mantel oder durch biologische Verarbeitung dieser abiogenen Kohlenwasserstoffe entstehen kann und dass die Kohlenwasserstoffe abiogenen Ursprungs aus dem Mantel in die Kruste wandern können, bis sie an die Oberfläche gelangen oder von undurchlässigen Schichten zurückgehalten werden und so Erdölvorkommen bilden.
Abiogene Hypothesen lehnen im Allgemeinen die Annahme ab, dass bestimmte Moleküle, die in Erdöl vorkommen und als Biomarker bezeichnet werden, auf den biologischen Ursprung von Erdöl hinweisen. Sie behaupten, dass diese Moleküle größtenteils von Mikroben stammen, die sich von Erdöl ernähren, während es durch die Erdkruste nach oben wandert, dass einige von ihnen in Meteoriten vorkommen, die vermutlich nie mit lebendem Material in Kontakt gekommen sind, und dass einige durch plausible Reaktionen im Erdöl abiogen erzeugt werden können.
Einige der Argumente, die zur Untermauerung abiogener Theorien herangezogen werden, umfassen:
| Befürworter       | Artikel |
| ----------------- | --- |
| Gold              | Das Vorkommen von Methan auf anderen Planeten, Meteoriten, Monden und Kometen |
| Gold, Kenney      | Vorgeschlagene Mechanismen zur abiotischen chemischen Synthese von Kohlenwasserstoffen im Erdmantel |
| Kudryavtsev, Gold | Kohlenwasserstoffreiche Gebiete sind in der Regel auf vielen verschiedenen Ebenen kohlenwasserstoffreich |
| Kudryavtsev, Gold | Erdöl- und Methanvorkommen finden sich in großen Mustern, die eher mit tief liegenden großräumigen strukturellen Merkmalen der Erdkruste zusammenhängen als mit dem Flickenteppich sedimentärer Ablagerungen                                       |
| Gold              | Interpretationen der chemischen und isotopischen Zusammensetzung von natürlichem Erdöl |
| Kudryavtsev, Gold | Das Vorkommen von Öl und Methan in nicht sedimentären Gesteinen auf der Erde |
| Gold              | Die Existenz von Methanhydratvorkommen |
| Gold              | Wahrgenommene Unklarheiten in einigen Annahmen und wichtigen Belegen, die im herkömmlichen Verständnis der Entstehung von Erdöl verwendet werden.                                                                                                  |
| Gold              | Die Entstehung von Steinkohle basiert auf tiefen Kohlenwasserstoffaustritten |
| Gold              | Kohlenstoffbilanz und Sauerstoffgehalt der Oberfläche über geologische Zeiträume hinweg stabil |
| Kudryatsev, Gold  | Die biogene Erklärung erklärt einige Eigenschaften von Kohlenwasserstoffvorkommen nicht. |
| Szatmari          | Die Verteilung von Metallen in Rohölen passt besser zu den Mustern des oberen serpentinisierten Mantels, des primitiven Mantels und der Chondrite als zu denen der ozeanischen und kontinentalen Kruste und zeigt keine Korrelation mit Meerwasser |
| Gold              | Die Verbindung von Kohlenwasserstoffen mit Helium, einem Edelgas |

## Jüngste Untersuchungen zu abiogenen Hypothesen
Bis 2009 gab es nur wenige Forschungsarbeiten zur Entstehung von abiogenem Erdöl oder Methan, obwohl die Carnegie Institution for Science berichtet hat, dass Ethan und schwerere Kohlenwasserstoffe unter den Bedingungen des oberen Mantels synthetisiert werden können. Die Forschung, die sich hauptsächlich mit Astrobiologie, der tiefen mikrobiellen Biosphäre und Serpentinitreaktionen befasst, liefert jedoch weiterhin Erkenntnisse über den Beitrag abiogener Kohlenwasserstoffe zur Erdölbildung.
- Gesteinsporosität und Migrationswege für abiogenes Erdöl.[17]
- Serpentinisierungsreaktionen von Peridotit im Erdmantel und andere natürliche Fischer-Tropsch-Analoga.[1]
- Ursprüngliche Kohlenwasserstoffe in Meteoriten, Kometen, Asteroiden und den festen Körpern des Sonnensystems.
  - Ursprüngliche oder alte Quellen von Kohlenwasserstoffen oder Kohlenstoff auf der Erde.[18][19]
    - Ursprüngliche Kohlenwasserstoffe, die durch Hydrolyse von Metallcarbiden des Eisenpeaks der kosmischen Elementhäufigkeit (Chrom, Eisen, Nickel, Vanadium, Mangan, Kobalt) entstanden sind.[20]
- Isotopenuntersuchungen von Grundwasserreservoirs, Sedimentzementen, Formationsgasen und der Zusammensetzung der Edelgase und des Stickstoffs in vielen Ölfeldern.

Häufige Kritikpunkte sind unter anderem:
- Wenn Öl im Erdmantel entstanden wäre, wäre zu erwarten, dass es am häufigsten in Verwerfungszonen vorkommt, da dort die größten Chancen bestehen, dass Öl aus dem Erdmantel in die Erdkruste wandert. Außerdem ist der Erdmantel in der Nähe von Subduktionszonen tendenziell oxidierender als der Rest. Allerdings wurde keine Korrelation zwischen der Lage von Ölvorkommen und Verwerfungszonen festgestellt, mit einigen Ausnahmen.[21]

## Vorgeschlagene Mechanismen für die Entstehung von abiogenem Erdöl

### Ur-Ablagerungen
Thomas Golds Arbeit konzentrierte sich auf Kohlenwasserstoffvorkommen urzeitlichen Ursprungs. Man geht davon aus, dass Meteoriten den Hauptbestandteil des Materials darstellen, aus dem die Erde entstanden ist. Einige Meteoriten, wie bspw. kohlige Chondrite, enthalten kohliges Material. Wenn sich noch große Mengen dieses Materials im Erdinneren befinden, könnte es seit Milliarden von Jahren nach oben austreten. Die thermodynamischen Bedingungen im Erdmantel würden es ermöglichen, dass viele Kohlenwasserstoffmoleküle unter hohem Druck und hoher Temperatur im Gleichgewicht sind. Obwohl Moleküle unter diesen Bedingungen dissoziieren können, würden sich die entstandenen Fragmente aufgrund des Drucks wieder neu bilden. Je nach den Bedingungen und dem Kohlenstoff-Wasserstoff-Verhältnis des Materials würde ein durchschnittliches Gleichgewicht verschiedener Moleküle bestehen.

### Entstehung im Erdmantel
Russische Forscher kamen zu dem Schluss, dass Kohlenwasserstoffgemische im Erdmantel entstehen würden. Experimente unter hohen Temperaturen und Drücken führten zur Bildung zahlreicher Kohlenwasserstoffe – darunter n-Alkane bis C10H22 – aus Eisenoxid, Kalziumkarbonat und Wasser. Da solche Materialien im Erdmantel und in der subduzierten Kruste vorkommen, müssen nicht alle Kohlenwasserstoffe aus Urgesteinsablagerungen stammen.

### Wasserstofferzeugung
Wasserstoffgas und Wasser wurden in über 6.000 Metern (20.000 Fuß) Tiefe in der oberen Erdkruste in den Bohrungen des Siljan-Rings und der Kola-Superbohrung gefunden. Daten aus dem Westen der Vereinigten Staaten deuten darauf hin, dass sich oberflächennahe Aquifere bis in Tiefen von 10.000 Metern (33.000 Fuß) bis 20.000 Metern (66.000 Fuß) erstrecken können. Wasserstoffgas kann durch die Reaktion von Wasser mit Silikaten, Quarz und Feldspat bei Temperaturen zwischen 25 °C (77 °F) und 270 °C (518 °F) erzeugt werden. Diese Mineralien kommen häufig in Gesteinen der Erdkruste wie Granit vor. Wasserstoff kann mit gelösten Kohlenstoffverbindungen im Wasser reagieren und Methan sowie höhere Kohlenstoffverbindungen bilden.
Eine Reaktion, die keine Silikate beinhaltet und Wasserstoff erzeugen kann, ist:
Eisen(II)-oxid + Wasser → Magnetit + Wasserstoff
3FeO + H2O → Fe3O4 + H2
Die oben beschriebene Reaktion verläuft am besten bei niedrigem Druck. Bei Drücken von mehr als 5 Gigapascal (49.000 atm) wird fast kein Wasserstoff erzeugt.
Thomas Gold berichtete, dass im Bohrloch des Siljan-Rings Kohlenwasserstoffe gefunden wurden, deren Vorkommen im Allgemeinen mit der Tiefe zunahm, obwohl das Projekt keinen kommerziellen Erfolg hatte.
Allerdings analysierten mehrere Geologen die Ergebnisse und stellten fest, dass keine Kohlenwasserstoffe gefunden wurden.

### Serpentinisierungsmechanismus
1967 schlug der sowjetische Wissenschaftler Emmanuil B. Chekaliuk vor, dass Erdöl bei hohen Temperaturen und Drücken aus anorganischem Kohlenstoff in Form von Kohlendioxid, Wasserstoff oder Methan gebildet werden könnte.
Dieser Mechanismus wird durch mehrere Beweislinien gestützt, die in der modernen wissenschaftlichen Literatur anerkannt sind. Dies beinhaltet die Synthese von Öl innerhalb der Erdkruste durch Katalyse mittels chemisch reduktiver Gesteine. Ein vorgeschlagener Mechanismus für die Bildung anorganischer Kohlenwasserstoffe erfolgt über natürliche Analoga des Fischer-Tropsch-Verfahrens, bekannt als Serpentinisierungsmechanismus oder Serpentinisierungsprozess.
CH4 + ½ O2 → 2 H2 + CO
(2n+1) H2 + nCO → CnH(2n+2) + n H2O
Serpentinite sind ideale Gesteine für diesen Prozess, da sie aus Peridotiten und Duniten gebildet werden, Gesteinen, die mehr als 80 % Olivin und üblicherweise einen Anteil an Fe-Ti-Spinellmineralien enthalten. Die meisten Olivine enthalten auch hohe Nickelkonzentrationen (bis zu mehreren Prozent) und können auch Chromit oder Chrom als Verunreinigung im Olivin enthalten, wodurch die benötigten Übergangsmetalle bereitgestellt werden.
Die Serpentinit-Synthese und Spinell-Spaltungsreaktionen erfordern jedoch eine hydrothermale Alteration von ursprünglichem Peridotit-Dunit, ein endlicher Prozess, der untrennbar mit der Metamorphose verbunden ist und zudem eine erhebliche Wasserzufuhr benötigt. Serpentinit ist bei Manteltemperaturen instabil und wird leicht zu Granulit, Amphibolit, Talkschiefer und sogar Eklogit dehydriert. Dies deutet darauf hin, dass die Methanogenese in Gegenwart von Serpentiniten räumlich und zeitlich auf mittelozeanische Rücken und die oberen Bereiche von Subduktionszonen beschränkt ist. Wasser wurde jedoch bis in eine Tiefe von 12.000 Metern (39.000 Fuß) gefunden, daher hängen wasserbasierte Reaktionen von den örtlichen Bedingungen ab. Die durch diesen Prozess in intrakratonischen Regionen entstehende Ölmenge ist durch die Materialien und die Temperatur begrenzt.

#### Serpentinite Synthese
Eine chemische Grundlage für den abiotischen Erdölprozess ist die Serpentinisierung von Peridotit, die mit der Methanogenese durch Hydrolyse von Olivin zu Serpentin in Gegenwart von Kohlendioxid beginnt. Olivin, bestehend aus Forsterit und Fayalit, wandelt sich durch die folgenden Reaktionen in Serpentin, Magnetit und Siliziumdioxid um, wobei das Siliziumdioxid aus der Fayalit-Zersetzung (Reaktion 1a) in die Forsterit-Reaktion (1b) einfließt.
Reaktion 1a:
Fayalith + Wasser → Magnetit + wässriges Siliziumdioxid + Wasserstoff
3 Fe₂SiO₄ + 2 H₂O → 2 Fe₃O₄ + 3 SiO₂ + 2 H₂
Reaktion 1b:
Forsterit + wässriges Siliziumdioxid → Serpentinit
3 Mg2SiO4 + SiO2 + 4 H2O → 2 Mg3Si2O5(OH)4 4
Wenn diese Reaktion in Gegenwart von gelöstem Kohlendioxid (Kohlensäure) bei Temperaturen über 500 °C (932 °F) stattfindet, läuft Reaktion 2a ab.
Reaktion 2a:
Olivin + Wasser + Kohlensäure → Serpentin + Magnetit + Methan
(Fe,Mg)2SiO4 + nH2O + CO2 → Mg3Si2O5(OH)4 + Fe3O4 + CH4
oder, in ausgeglichener Form:
18 Mg2SiO4 + 6 Fe2SiO4 + 26 H2O + CO2 → 12 Mg3Si2O5(OH)4 + 4 Fe3O4 + CH4
Allerdings ist Reaktion 2(b) genauso wahrscheinlich und wird durch das Vorhandensein von reichlich Talk-Karbonat-Schiefern und Magnesit-Gängchen in vielen serpentinisierten Peridotiten belegt;
Reaktion 2b:
Olivin + Wasser + Kohlensäure → Serpentin + Magnetit + Magnesit + Siliziumdioxid
(Fe,Mg)₂SiO₄ + n H₂O + CO₂ → Mg₃Si₂O₅(OH)₄ + MgCO₃ + SiO₂
Die Umwandlung von Methan in höhere n-Alkane erfolgt durch Dehydrierung von Methan in Gegenwart von Übergangsmetallkatalysatoren (z. B. Fe, Ni). Dies kann als Spinellhydrolyse bezeichnet werden.

### Mechanismus der Spinellpolymeration
Magnetit, Chromit und Ilmenit sind Fe-Spinell-Gruppenminerale, die in vielen Gesteinen vorkommen, aber selten als Hauptbestandteil in nicht-ultramafischen Gesteinen.  In diesen Gesteinen sorgen hohe Konzentrationen an magmatischem Magnetit, Chromit und Ilmenit für eine reduzierende Matrix, die während hydrothermaler Ereignisse eine abiotische Spaltung von Methan zu höheren Kohlenwasserstoffen ermöglichen könnte.
Für diese Reaktion werden chemisch reduzierte Gesteine benötigt, und hohe Temperaturen sind erforderlich, damit Methan zu Ethan polymerisiert werden kann. Beachten Sie, dass Reaktion 1a oben auch Magnetit erzeugt.
Reaktion 3:
Methan + Magnetit → Ethan + Hämatit
nCH4+nFe3O4+nH2O→C2H6+Fe2O3+HCO3−+H+
Reaktion 3 Ergebnisse in n-Alkan-Kohlenwasserstoffen, einschließlich linearer gesättigter Kohlenwasserstoffe, Alkohole, Aldehyde, Ketone, Aromaten und cyclischer Verbindungen.

### Karbonat-Zersetzung
Calciumcarbonat kann sich bei etwa 500 °C (932 °F) durch die folgende Reaktion zersetzen:
Reaktion 5:
Wasserstoff + Calciumcarbonat → Methan + Calciumoxid + Wasser
4 H2 + CaCO3 → CH4 + CaO + 2 H2O
Beachten Sie, dass CaO (Kalk) keine in natürlichen Gesteinen vorkommende Mineralart ist. Diese Reaktion ist zwar möglich, aber nicht plausibel.

### Hinweise auf abiogene Mechanismen
- Theoretische Berechnungen von J.F. Kenney unter Verwendung der skalierten Teilchentheorie (einem statistisch-mechanischen Modell) für eine vereinfachte, gestörte Hartkettenstruktur sagen voraus, dass Methan, das auf 30.000 bar (3,0 GPa) oder 40.000 bar (4,0 GPa) bei 1000 °C (1830 °F) komprimiert wird (Bedingungen im Erdmantel), im Vergleich zu höheren Kohlenwasserstoffen relativ instabil ist. Diese Berechnungen berücksichtigen jedoch nicht die Methanpyrolyse, die zu amorphem Kohlenstoff und Wasserstoff führt, und die als die vorherrschende Reaktion bei hohen Temperaturen gilt.[10][11]
- Experimente in Diamantstempel-Hochdruckzellen haben zu einer teilweisen Umwandlung von Methan und anorganischen Karbonaten in leichte Kohlenwasserstoffe geführt.[7][27]

## Biotische (mikrobielle) Kohlenwasserstoffe
Die „Hypothese des tiefen biotischen Erdöls“, ähnlich der Hypothese des abiogenen Erdöls, besagt, dass nicht alle Erdöllagerstätten in den Gesteinen der Erde allein nach der orthodoxen Sichtweise der Erdölgeologie erklärt werden können. Thomas Gold verwendete den Begriff „die tiefe, heiße Biosphäre“, um die Mikroben zu beschreiben, die unter der Erde leben.
Diese Hypothese unterscheidet sich von der biogenen Ölentstehung dadurch, dass die Rolle tiefseebewohnender Mikroben eine biologische Quelle für Öl darstellt, die nicht sedimentären Ursprungs ist und nicht aus oberflächennahem Kohlenstoff stammt. Tiefes mikrobielles Leben ist lediglich eine Verunreinigung von ursprünglichen Kohlenwasserstoffen. Bestandteile von Mikroben liefern Moleküle als Biomarker.
Tiefes biotisches Öl wird als Nebenprodukt des Lebenszyklus von Tiefseemikroben angesehen. Man geht davon aus, dass seichtes biogenes Öl als Nebenprodukt der Lebenszyklen von seichten Mikroben entsteht.

### Mikrobielle Biomarker
Thomas Gold führte in einem Buch aus dem Jahr 1999 die Entdeckung thermophiler Bakterien in der Erdkruste als neue Unterstützung für die These an, dass diese Bakterien die Existenz bestimmter Biomarker in extrahiertem Erdöl erklären könnten. Eine Widerlegung der biogenen Entstehungstheorie auf der Grundlage von Biomarkern wurde von Kenney et al. (2001) vorgelegt.

#### Isotopenbeweise
Methan ist in Krustenfluiden und -gasen allgegenwärtig. Die Forschung versucht weiterhin, die krustalen Methanquellen anhand der Kohlenstoffisotopenfraktionierung der beobachteten Gase als biogen oder abiogen zu charakterisieren (Lollar & Sherwood 2006). Es gibt nur wenige eindeutige Beispiele für abiogenes Methan-Ethan-Butan, da die gleichen Prozesse bei allen chemischen Reaktionen, ob organisch oder anorganisch, eine Anreicherung leichter Isotope begünstigen. Das δ13C von Methan überschneidet sich mit dem von anorganischem Karbonat und Graphit in der Erdkruste, die stark an 12C verarmt sind und dies durch Isotopenfraktionierung während metamorpher Reaktionen erreichen.
Ein Argument für abiogenes Öl beruft sich auf die hohe Kohlenstoffverarmung von Methan, die aus der beobachteten Abnahme des Kohlenstoffisotopenverhältnisses mit zunehmender Tiefe in der Erdkruste resultiert. Allerdings weisen Diamanten, die eindeutig aus dem Erdmantel stammen, nicht den gleichen Grad an Verarmung auf wie Methan, was darauf hindeutet, dass die Kohlenstoffisotopenfraktionierung von Methan nicht durch die Werte des Erdmantels gesteuert wird.
Wirtschaftlich gewinnbare Heliumkonzentrationen (über 0,3 %) sind im Erdgas der Panhandle-Hugoton-Felder in den USA sowie in einigen algerischen und russischen Gasfeldern vorhanden.
In den meisten Erdölvorkommen, wie beispielsweise in Texas, eingeschlossenes Helium weist einen deutlichen Krustencharakter mit einem Ra-Verhältnis von weniger als 0,0001 des atmosphärischen Wertes auf.

### Biomarker-Chemikalien
Bestimmte in natürlich vorkommendem Erdöl enthaltene Chemikalien weisen chemische und strukturelle Ähnlichkeiten mit Verbindungen auf, die in vielen Lebewesen vorkommen. Dazu gehören Terpenoide, Terpene, Pristan, Phytan, Cholestan, Chlorin und Porphyrine, die große, chelatbildende Moleküle aus derselben Familie wie Häm und Chlorophyll sind. Zu den Materialien, die auf bestimmte biologische Prozesse hindeuten, gehören tetracyclisches Diterpan und Oleanan.
Das Vorhandensein dieser Chemikalien in Rohöl resultiert aus dem Einschluss biologischen Materials im Öl; diese Chemikalien werden während der Produktion von Kohlenwasserstoffölen durch Kerogen freigesetzt, da es sich um sehr widerstandsfähige Chemikalien handelt und plausible chemische Wege untersucht wurden. Verfechter abiotischer Theorien argumentieren, dass Biomarker während des Aufstiegs des Öls in dieses gelangen, wenn es mit alten Fossilien in Kontakt kommt. Eine plausiblere Erklärung ist jedoch, dass Biomarker Spuren biologischer Moleküle von Bakterien (Archaeen) sind, die sich von ursprünglichen Kohlenwasserstoffen ernähren und in dieser Umgebung absterben. Bspw. sind Hopanoide lediglich Bestandteile der bakteriellen Zellwand, die als Verunreinigung im Öl vorkommen.

### Spurenelemente
Nickel (Ni), Vanadium (V), Blei (Pb), Arsen (As), Cadmium (Cd), Quecksilber (Hg) und andere Metalle kommen häufig in Ölen vor. Einige schwere Rohöle, wie beispielsweise venezolanisches Schweröl, weisen in ihrer Asche einen Vanadiumpentoxid-Gehalt von bis zu 45 % auf – ein Wert, der hoch genug ist, um als kommerzielle Vanadiumquelle zu dienen. Befürworter der abiotischen Theorie argumentieren, dass diese Metalle im Erdmantel häufig vorkommen, aber relativ hohe Gehalte an Nickel, Vanadium, Blei und Arsen findet man üblicherweise in fast allen Meeressedimenten.
Die Analyse von 22 Spurenelementen in Ölen korreliert signifikant besser mit Chondrit, serpentinisiertem, fruchtbarem Mantelperidotit und dem primitiven Erdmantel als mit ozeanischer oder kontinentaler Kruste und zeigt keine Korrelation mit Meerwasser.

### Reduzierter Kohlenstoff
Sir Robert Robinson untersuchte die chemische Zusammensetzung natürlicher Erdöle sehr detailliert und kam zu dem Schluss, dass diese größtenteils viel zu wasserstoffreich waren, um ein wahrscheinliches Produkt der Zersetzung von Pflanzenresten zu sein, wobei er von einer doppelten Herkunft der Erdkohlenwasserstoffe ausging. Allerdings könnten verschiedene Prozesse, die Wasserstoff erzeugen, die Kerogenhydrierung unterstützen, was mit der herkömmlichen Erklärung vereinbar wäre. Man hätte erwartet, dass Olefine, die ungesättigten Kohlenwasserstoffe, in jedem auf diese Weise gewonnenen Material bei weitem überwiegen würden. Er schrieb auch: „Erdöl … [scheint] eine ursprüngliche Kohlenwasserstoffmischung zu sein, der Bioprodukte hinzugefügt wurden.“
Diese Hypothese erwies sich später als Missverständnis Robinsons, das darauf zurückzuführen war, dass ihm nur kurzzeitige Experimente zur Verfügung standen. Olefine sind thermisch sehr instabil (weshalb natürliches Erdöl normalerweise keine solchen Verbindungen enthält), und in Laborversuchen, die länger als ein paar Stunden dauern, sind die Olefine nicht mehr vorhanden.
Das Vorhandensein von sauerstoffarmen und hydroxylarmen Kohlenwasserstoffen, die natürliche Lebensfähigkeit von Medien wird durch das Vorhandensein natürlicher Wachse (n=30+), Öle (n=20+) und Lipide sowohl in pflanzlicher als auch in tierischer Materie unterstützt, beispielsweise Fette in Phytoplankton, Zooplankton usw. Diese Öle und Wachse kommen jedoch in zu geringen Mengen vor, um das gesamte Wasserstoff-Kohlenstoff-Verhältnis biologischer Materialien signifikant zu beeinflussen. Nach der Entdeckung hochaliphatischer Biopolymere in Algen und der Erkenntnis, dass ölbildendes Kerogen im Wesentlichen Konzentrate solcher Materialien darstellt, besteht jedoch kein theoretisches Problem mehr. Darüber hinaus haben die Millionen von Gesteinsproben, die von der Erdölindustrie auf ihre Erdölausbeute analysiert wurden, die großen Mengen an Erdöl in Sedimentbecken bestätigt.

## Empirische Evidenz
Das Vorkommen von abiogenem Erdöl in kommerziell verwertbaren Mengen in vietnamesischen Offshore-Ölfeldern wird gelegentlich erwähnt, ebenso wie im Ölfeld Eugene Island Block 330 und im Dnjepr-Donez-Becken. Allerdings lassen sich die Ursprünge all dieser Brunnen auch mit der biotischen Theorie erklären. Moderne Geologen halten es für möglich, dass wirtschaftlich rentable Vorkommen von abiotischem Erdöl gefunden werden könnten, aber bei keinem derzeitigen Vorkommen gibt es überzeugende Beweise dafür, dass es aus abiotischen Quellen stammt.
Die sowjetische Schule der Geologie sah einen Beweis für ihre Hypothese darin, dass einige Ölvorkommen in nicht-sedimentären Gesteinen wie Granit, metamorphen oder porösen vulkanischen Gesteinen vorkommen. Gegner argumentierten jedoch, dass nicht-sedimentäre Gesteine als Reservoirs für biologisch entstandenes Öl dienten, das aus nahegelegenen sedimentären Muttergesteinen durch übliche Migrations- oder Remigrationsmechanismen freigesetzt wurde.
Die folgenden Beobachtungen wurden häufig verwendet, um die abiogene Hypothese zu untermauern, jedoch kann jede Beobachtung von tatsächlichem Erdöl auch vollständig durch einen biotischen Ursprung erklärt werden:

### Hydrothermales Feld der verlorenen Stadt
Es wurde festgestellt, dass das hydrothermale Feld der Verlorenen Stadt abiogene Kohlenwasserstoffproduktion aufweist. Proskurowski et al. schrieben: „Radiokohlenstoffdaten schließen Meerwasserbicarbonat als Kohlenstoffquelle für FTT-Reaktionen aus und deuten darauf hin, dass eine aus dem Erdmantel stammende anorganische Kohlenstoffquelle aus dem Wirtsgestein ausgelaugt wird.“ Unsere Ergebnisse zeigen, dass die abiotische Synthese von Kohlenwasserstoffen in der Natur in Gegenwart von ultramafischen Gesteinen, Wasser und mäßigen Wärmemengen stattfinden kann.

### Siljan-Ringkrater
Der Siljan-Ring-Meteoritenkrater in Schweden wurde von Thomas Gold als der wahrscheinlichste Ort vorgeschlagen, um die Hypothese zu testen, da er einer der wenigen Orte weltweit war, an denen das Granitgrundgestein ausreichend (durch den Meteoriteneinschlag) zerklüftet war, um das Aufsteigen von Öl aus dem Erdmantel zu ermöglichen; außerdem ist er mit einer relativ dünnen Sedimentschicht gefüllt, die ausreichte, um jegliches abiogenes Öl einzuschließen, aber nach Modellrechnungen nicht den Hitze- und Druckbedingungen (bekannt als „Ölfenster“) ausgesetzt war, die normalerweise zur Bildung von biogenem Öl erforderlich sind. Einige Geochemiker kamen jedoch durch geochemische Analysen zu dem Schluss, dass das Öl in den Ölaustritten aus dem organisch reichen ordovizischen Tretaspis-Schiefer stammt, wo es durch den Meteoriteneinschlag erhitzt wurde.
Von 1986 bis 1990 wurde die Bohrung Gravberg-1 durch das tiefste Gestein des Siljan-Rings gebohrt, in dem die Befürworter auf das Auffinden von Kohlenwasserstoffreservoirs gehofft hatten. Die Bohrung wurde in einer Tiefe von 6800 Metern aufgrund von Problemen beim Bohren gestoppt, nachdem private Investoren 40 Millionen Dollar investiert hatten. Etwa achtzig Fässer Magnetitpaste und kohlenwasserstoffhaltiger Schlamm wurden aus dem Bohrloch geborgen; Gold argumentierte, dass sich die Kohlenwasserstoffe chemisch von denen unterschieden, die dem Bohrloch hinzugefügt wurden, und nicht von diesen stammten, aber Analysen zeigten, dass die Kohlenwasserstoffe von der dieselkraftstoffbasierten Bohrflüssigkeit stammten, die beim Bohren verwendet wurde. In diesem Bohrloch wurden auch Proben von methanhaltigen Einschlüssen aus einer Tiefe von über 4000 Metern (13.000 Fuß) entnommen.
In den Jahren 1991–1992 wurde einige Kilometer entfernt eine zweite Bohrung, Stenberg-1, bis zu einer Tiefe von 6500 Metern (21.300 Fuß) durchgeführt, wobei ähnliche Ergebnisse erzielt wurden.

### Bakterielle Matten
Die direkte Beobachtung von Bakterienmatten sowie von durch Bakterien entstandenen Karbonaten und Huminstoffen in tiefen Bohrlöchern in Australien wird ebenfalls als Beweis für die abiogene Entstehung von Erdöl gewertet.

### Beispiele für vorgeschlagene abiogene Methanvorkommen
Das Panhandle-Hugoton-Feld (Anadarko-Becken) im südlichen Zentrum der Vereinigten Staaten ist das wichtigste Gasfeld mit kommerziell verwertbarem Heliumgehalt. Einige Verfechter der abiogenen Theorie interpretieren dies als Beweis dafür, dass sowohl das Helium als auch das Erdgas aus dem Erdmantel stammen.
Das Bạch Hổ-Ölfeld in Vietnam wurde als Beispiel für abiogenes Öl vorgeschlagen, da es sich in 4000 m Tiefe in zerklüftetem Grundgebirgsgranit befindet. Andere argumentieren jedoch, dass es biogenes Öl enthält, das aus konventionellen Muttergesteinen innerhalb des Cửu-Long-Beckens in den Horst im Untergeschoss gelangt ist.
Ein bedeutender Anteil von Kohlenstoff aus dem Erdmantel wurde in kommerziellen Gasspeichern in den pannonischen und Wiener Becken von Ungarn und Österreich nachgewiesen. [54]
Erdgaspools, von denen man annimmt, dass sie aus dem Erdmantel stammen, befinden sich im Shengli-Feld und im Songliao-Becken im Nordosten Chinas.
Die Chimaera-Gasquelle bei Çıralı, Antalya (Südwesttürkei), ist seit Jahrtausenden kontinuierlich aktiv und gilt als Quelle des ersten olympischen Feuers in der hellenistischen Zeit. Auf der Grundlage der chemischen Zusammensetzung und Isotopenanalyse wird das Chimära-Gas als etwa zur Hälfte biogenes und zur Hälfte abiogenes Gas bezeichnet, wobei es sich um die größte entdeckte Emission von biogenem Methan handelt; tiefe und unter Druck stehende Gasansammlungen, die notwendig sind, um den Gasfluss über Jahrtausende aufrechtzuerhalten, und die vermutlich aus einer anorganischen Quelle stammen, könnten vorhanden sein. Die lokale Geologie der Chimaera-Flammen zeigt an der exakten Position der Flammen den Kontakt zwischen serpentinisiertem Ophiolith und Karbonatgesteinen. Das Fischer-Tropsch-Verfahren kann eine geeignete Reaktion zur Bildung von Kohlenwasserstoffgasen sein.

## Geologische Argumente

### Beiläufige Argumente für abiogenes Öl
Angesichts des bekannten Vorkommens von Methan und der wahrscheinlichen Katalyse von Methan zu Kohlenwasserstoffmolekülen mit höherem Atomgewicht betrachten verschiedene abiogene Theorien die folgenden Beobachtungen als Schlüsselfaktoren zur Unterstützung abiogener Hypothesen:
- Die Serpentinit-Synthese-, Graphit-Synthese- und Spinell-Katalysemodelle beweisen, dass der Prozess durchführbar ist.[15]
- die Wahrscheinlichkeit, dass abiogenes Öl, das aus dem Erdmantel aufsteigt, unter Sedimenten eingeschlossen wird, die mantelanzapfende Verwerfungen wirksam abdichten[25]
- veraltete Massenbilanzberechnungen für riesige Ölfelder, die argumentierten, dass das berechnete Muttergestein das Reservoir nicht mit der bekannten Ölmenge hätte versorgen können, was eine tiefe Wiederauffüllung impliziert.
- das Vorhandensein von in Diamanten eingeschlossenen Kohlenwasserstoffen[37]

Die Befürworter von abiogenem Öl verwenden auch mehrere Argumente, die sich auf eine Vielzahl von Naturphänomenen stützen, um die Hypothese zu untermauern:
- Die Modellierung einiger Forscher zeigt, dass die Erde bei relativ niedriger Temperatur entstanden ist, wodurch möglicherweise ursprüngliche Kohlenstoffablagerungen im Erdmantel erhalten blieben, um die abiogene Kohlenwasserstoffproduktion anzutreiben [Beleg erforderlich].
- das Vorhandensein von Methan in den Gasen und Flüssigkeiten von hydrothermalen Feldern in mittelozeanischen Rücken.[25][7]
- das Vorhandensein von Diamanten in Kimberliten und Lamproiten, die aus den Manteltiefen stammen, die (von Gold et al.) als Quellregion für Mantelmethan vorgeschlagen wurden.[22]

### Nebenbei erwähnte Argumente gegen abiogenes Öl
Argumente gegen chemische Reaktionen, wie beispielsweise den Serpentinisierungsmechanismus, als Quelle für Kohlenwasserstoffvorkommen innerhalb der Erdkruste sind unter anderem:
- das Fehlen von verfügbarem Porenraum in Gesteinen mit zunehmender Tiefe.
  - Dies wird durch zahlreiche Studien widerlegt, die die Existenz hydrologischer Systeme dokumentiert haben, die in einem Bereich unterschiedlicher Größenordnungen und in allen Tiefen der kontinentalen Kruste funktionieren.[38]
- das Fehlen jeglicher Kohlenwasserstoffe innerhalb der kristallinen Schildgebiete der großen Kratone [Erläuterung erforderlich], insbesondere um wichtige, tiefreichende Strukturen herum, von denen die abiogene Hypothese voraussagt, dass sie Öl enthalten.[23]
- Mangel an schlüssigem Beweismaterial dass die in Krustenmethanquellen beobachtete Kohlenstoffisotopenfraktionierung vollständig abiogenen Ursprungs ist (Lollar et al. 2006)
- Die Bohrungen im Siljan-Ring führten nicht zum Auffinden von Öl in kommerziell nutzbaren Mengen[23] und lieferten somit ein Gegenbeispiel zu Kudrjawzew's Regel und weil es nicht gelang, das vorhergesagte abiogene Öl zu finden.
- Das Helium im Siljan Gravberg-1-Bohrloch war an 3He verarmt und stimmte nicht mit einem Ursprung im Erdmantel überein.
  - Die Gravberg-1-Bohrung förderte lediglich 84 Barrel (13,4 m³) Öl, von denen sich später herausstellte, dass sie von organischen Zusatzstoffen, Schmiermitteln und Schlamm stammten, die beim Bohrprozess verwendet wurden.[24]
- Die Kudryavtsev-Regel wurde für Öl und Gas (nicht für Kohle) erklärt: Gasvorkommen, die sich unter Ölvorkommen befinden, können aus diesem Öl oder seinem Ursprungsgestein entstehen. Da Erdgas weniger dicht ist als Öl, füllt das Gas, das bei der Umwandlung von Kerogen und Kohlenwasserstoffen entsteht, den oberen Teil des verfügbaren Raums. Das Öl wird nach unten gedrückt und kann den Austrittspunkt erreichen, an dem Öl an den Rändern der Formation austritt und nach oben fließt. Wenn die ursprüngliche Formation vollständig mit Gas gefüllt wird, ist das gesamte Öl oberhalb des ursprünglichen Standorts ausgelaufen.
- Allgegenwärtige Diamantoiden in natürlichen Kohlenwasserstoffen wie Öl, Gas und Kondensaten bestehen aus Kohlenstoff biologischen Ursprungs, im Gegensatz zu dem Kohlenstoff, der in normalen Diamanten vorkommt.[23]

### Feldtestbeweise

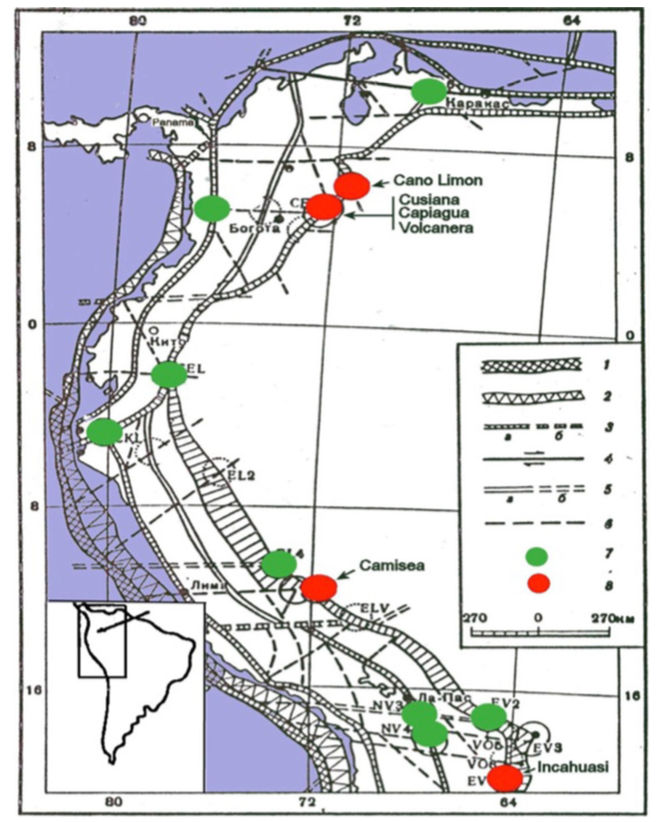
Prognosekarte der Anden in Südamerika, veröffentlicht im Jahr 1986. Rote und grüne Kreise – Orte, die als zukünftige Entdeckungen von riesigen Öl-/Gasfeldern vorhergesagt wurden. Rote Kreise – wo Giganten tatsächlich entdeckt wurden. Grüne sind noch unterentwickelt.

Was beide Theorien zur Entstehung von Öl eint, ist die geringe Erfolgsquote bei der Vorhersage der Standorte von riesigen Öl-/Gasfeldern: Laut Statistik erfordert die Entdeckung eines Riesen das Bohren von über 500 Erkundungsbohrungen. Ein Team von amerikanisch-russischen Wissenschaftlern (Mathematiker, Geologen, Geophysiker und Informatiker) entwickelte eine Künstliche Intelligenz-Software und die entsprechende Technologie für geologische Anwendungen und nutzte sie zur Vorhersage von Standorten riesiger Öl-/Gasvorkommen. Im Jahr 1986 veröffentlichte das Team eine Prognosekarte zur Entdeckung riesiger Öl- und Gasfelder in den Anden in Südamerika, basierend auf der Theorie der abiotischen Herkunft von Erdöl. Das von Yury Pikovsky (Moskauer Staatliche Universität) vorgeschlagene Modell geht davon aus, dass Erdöl durch durchlässige Kanäle, die an der Kreuzung tiefer Verwerfungen entstehen, vom Erdmantel zur Oberfläche wandert. Die Technologie verwendet:
1. Karten der morphostrukturellen Zonierung, die die morphostrukturellen Knoten (Schnittpunkte von Verwerfungen) umreißen, und
2. ein Mustererkennungsprogramm, das Knoten identifiziert, die riesige Öl- / Gasfelder enthalten.

Es wurde prognostiziert, dass elf Knoten, die zu diesem Zeitpunkt noch nicht erschlossen waren, riesige Öl- oder Gasfelder enthalten. Diese 11 Standorte deckten nur 8 % der Gesamtfläche aller Andenbecken ab. 30 Jahre später (im Jahr 2018) wurde das Ergebnis des Vergleichs zwischen Prognose und Realität veröffentlicht. Seit der Veröffentlichung der Prognosekarte im Jahr 1986 wurden in der Andenregion sechs riesige Öl-/Gasfelder entdeckt: Caño Limón-Ölfeld, Cusiana, Capiagua, Kolumbien, und Volcanera (Llanos-Becken, Kolumbien), Camisea (Ucayali-Becken, Peru) und Incahuasi (Chaco-Becken, Bolivien). Alle Entdeckungen wurden an Orten gemacht, die auf der Prognosekarte von 1986 als vielversprechende Gebiete angezeigt wurden.
In den 1960er Jahren erhielt Donald Hings zahlreiche Patente für die Entwicklung praktischer Methoden zur Lokalisierung wahrscheinlicher Standorte der tiefen morphologischen Knoten, die am ehesten auf das Vorhandensein abiotischer Kohlenwasserstoffe hinweisen. Seine Methoden und Technologien werden bis heute von Geophysikern verwendet, um tiefe Kohlenwasserstoffvorkommen zu lokalisieren.

## Außerirdisches Argument
Die Anwesenheit von Methan auf dem Saturnmond Titan und in den Atmosphären von Jupiter, Saturn, Uranus und Neptun wird als Beweis für die Bildung von Kohlenwasserstoffen ohne biologische Zwischenformen angeführt, zum Beispiel von Thomas Gold. (Erdeisches Erdgas besteht hauptsächlich aus Methan). Einige Kometen enthalten massive Mengen organischer Verbindungen, das Äquivalent von Kubikkilometern solcher, gemischt mit anderem Material; zum Beispiel wurden entsprechende Kohlenwasserstoffe während eines Sondenüberflugs durch den Schweif des Kometen Halley im Jahr 1986 nachgewiesen.
Bohrproben von der Oberfläche des Mars, die 2015 vom Mars Science Laboratory des Curiosity-Rovers entnommen wurden, haben organische Moleküle von Benzin und Propan in 3 Milliarden Jahre alten Gesteinsproben im Gale-Krater gefunden.